# Амерево (Щёлково)
Амерево — микрорайон города Щёлково Московской области, бывшее село.
Расположен на левом берегу реки Клязьмы, к северу от микрорайона Щёлково-3.
В микрорайоне две улицы — Амеревская и Рабочая.

## История
В 1585 и в начале XVII в. в селе Амиреве Бохова стана Московского уезда, вотчине Безобразовых, стояла «без пения» деревянная церковь во имя Космы и Дамиана.
В 1623—1624 годах — село, вотчина боярина, князя Даниила Ивановича Мезецкого, в селе двор вотчинников с деловыми людьми, 3 двора крестьянских и 2 бобыльских.
В 1646 году село с 9 крестьянскими и бобыльскими дворами принадлежало думному дьяку Михаилу Данилову, в нем церковь Воскресения Христова с приделами.
В 1678 году село являлось вотчиной митрополита Сарского и Подонского Варсонофия с 11 крестьянскими и бобыльскими дворами, в нем была деревянная церковь Знамения Пресвятой Богородицы. В 1704 году — 15 крестьянских дворов.
Позднее — центр Амеревской экономической волости, куда входили бывшие монастырские владения.
В середине XIX века село Амерева относилось ко 2-му стану Богородского уезда Московской губернии и принадлежало департаменту государственных имуществ. В селе было 22 двора, 106 душ мужского пола и 144 женского.
В «Списке населённых мест» 1862 года Амерово (Америно) — казенное село 2-го стана Богородского уезда Московской губернии по левую сторону Стромынского тракта (из Москвы в Киржач), в 25 верстах от уездного города и 3 верстах от становой квартиры, при реке Клязьме, 34 двора и 328 жителей (176 мужчин, 152 женщины), 2 православных церкви и фабричное заведение.
В 1869 году Амерево — село Гребеневской волости 3-го стана Богородского уезда с 53 дворами, 1 каменным и 52 деревянными домами и 312 жителями (130 мужчин, 182 женщины), из них 44 грамотных мужчины и 23 женщины. Имелось 34 лошади, 34 единицы рогатого скота и 31 мелкого, а также 383 десятины и 240 саженей земли, из которой 97 десятин и 480 саженей пахотной. В селе имелась построенная в 1849 году каменная церковь Знамения Божией Матери с приделами св. Козьмы и Дамиана и св. Николая, школа (учитель и 24 ученика), 2 лавки, питейный дом, мукомольная и сукновальная мельницы.
По сведениям на 1886 год — село, в котором 51 двор, 252 жителя, церковь, школа и лавка.
В 1913 году в селе — 50 дворов, земское училище и приходская богадельня.
По материалам Всесоюзной переписи населения 1926 года — село, центр Амеревского сельсовета Щёлковской волости Московского уезда в 3 км от Стромынского шоссе и в 5 км от станции Щёлково Северной железной дороги, проживало 343 жителя (154 мужчины, 189 женщин) в 58 хозяйствах (51 крестьянское), имелась школа 1-й ступени.
19 апреля 1978 года из Гребневского сельсовета село было передано в состав города Щёлково.

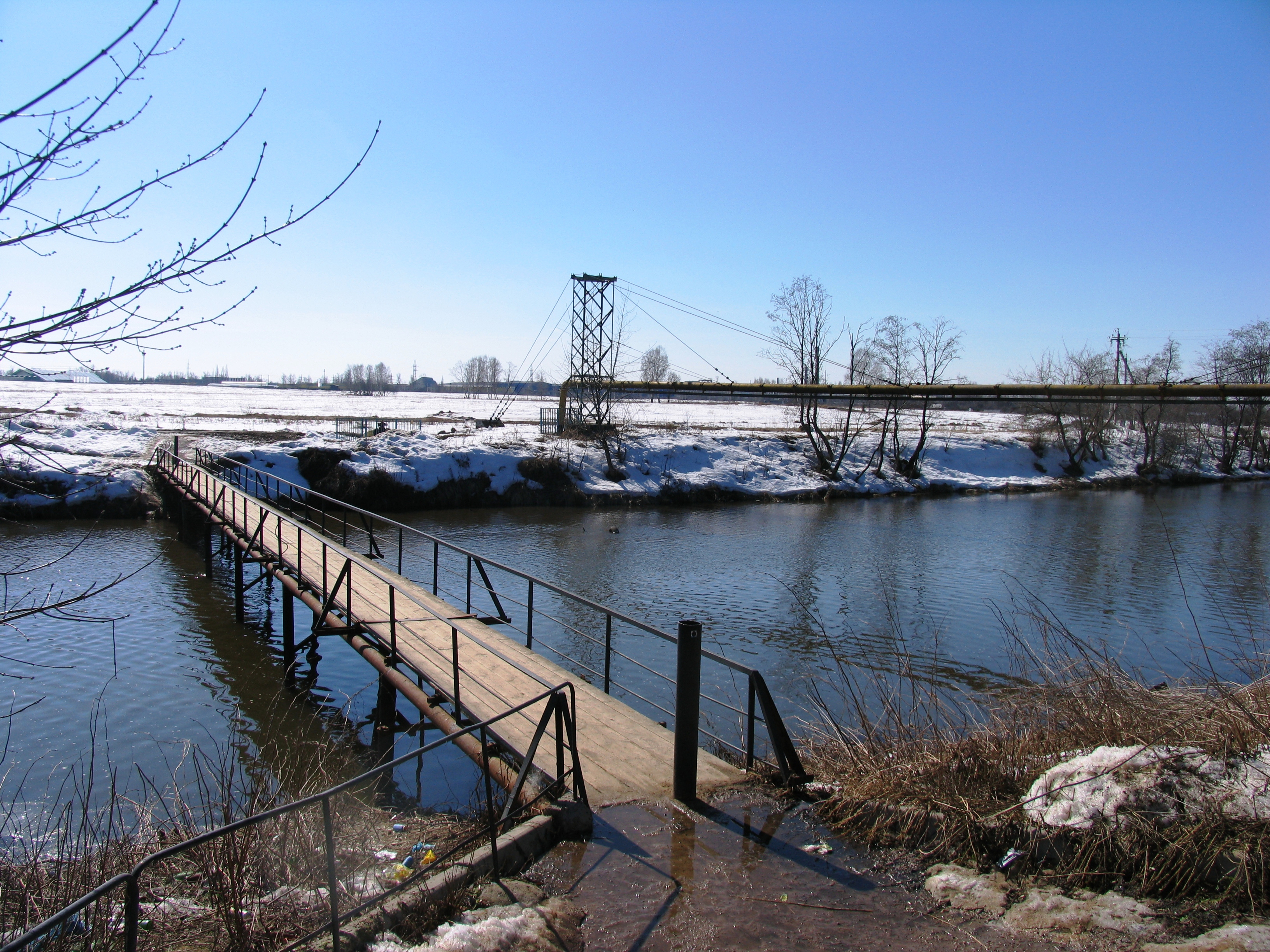
Пешеходный мост через реку Клязьма в Амерево
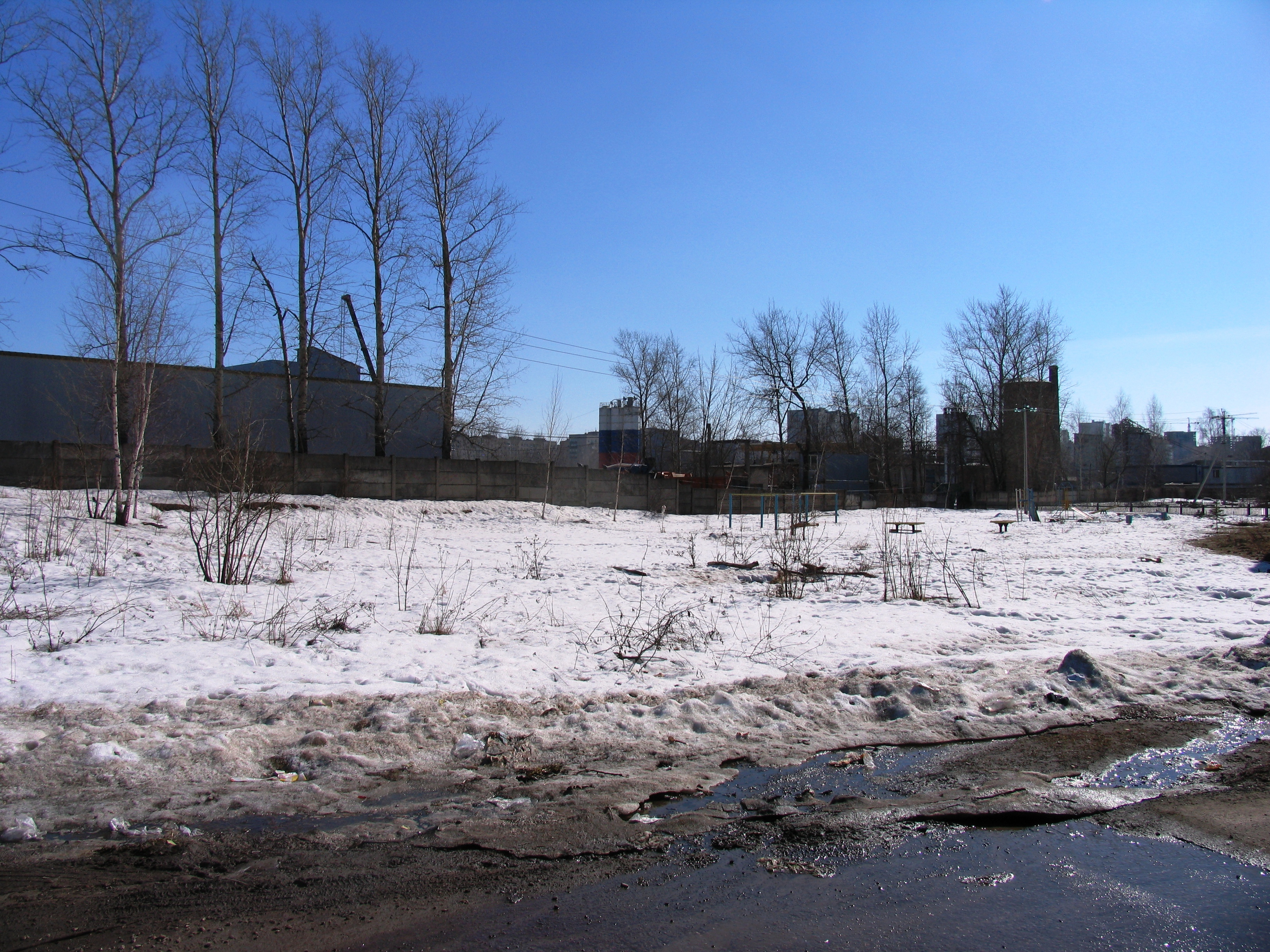
Железобетонный комбинат в Амерево (Рабочая улица, дом 1)
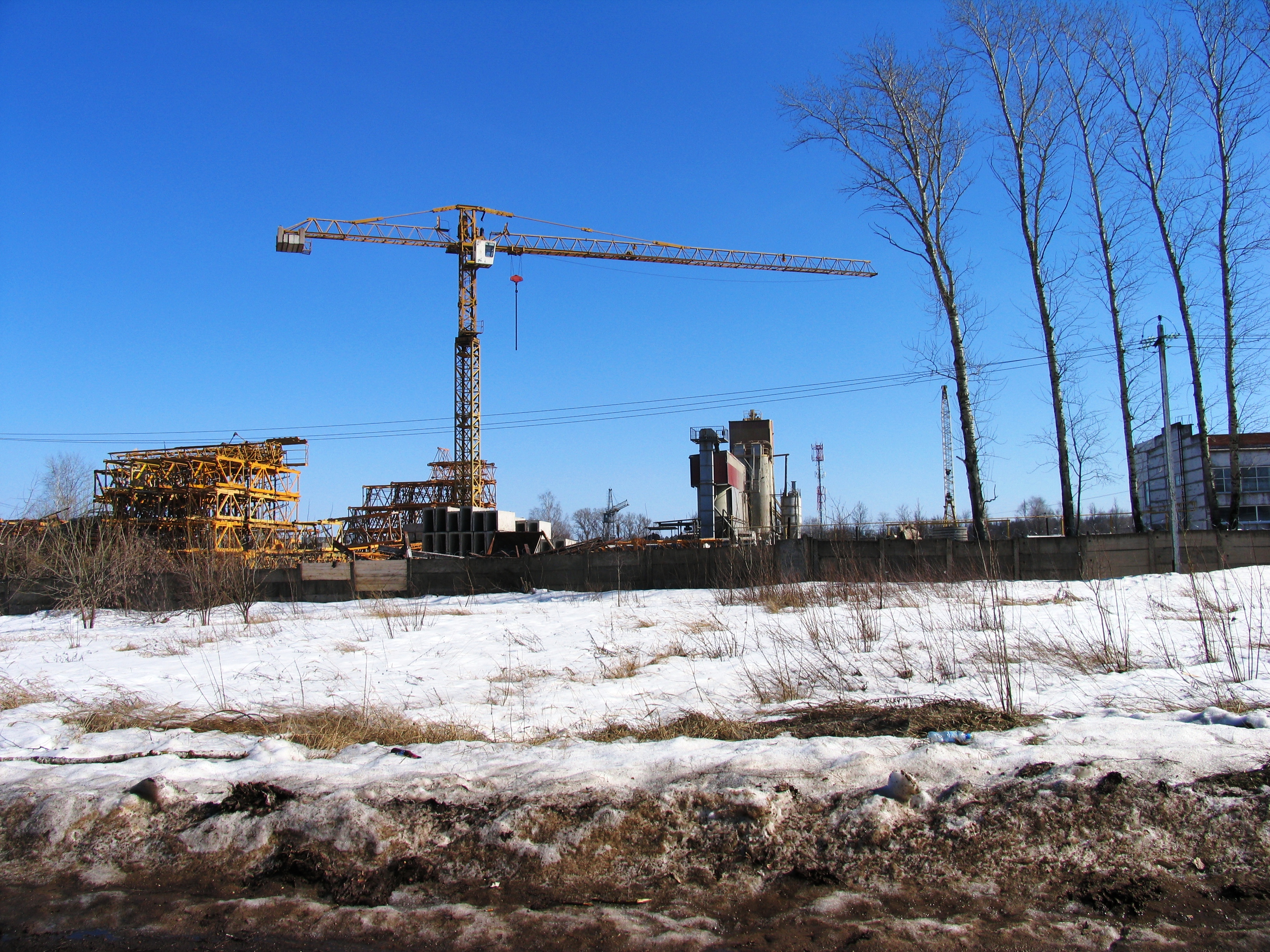
Железобетонный комбинат в Амерево (Рабочая улица, дом 1)

## Храм
В селе имеется церковь Знамения Божией Матери.
Она была закрыта в 1940 году, с 1999 года храм начал восстанавливаться.
Священники:
- Петр Антипов (ум. 1828)[10]
- Василий Стефанов — с 1824, зять предыдущего
- Михаил Павлов Знаменский — в 1850-е, зять предыдущего
- Григорий Петров Смоленский — в 1870-е, зять предыдущего
- Сергей Николаев Хавский, 1880-е
- Петр Беляев, 1890-е
- Петр Крылов, 1910-е
- Василий Григорьевич Смоленский (1876 - после 1930), сын одного из предыдущих[11].